# Gentiana quadrifaria
Gentiana quadrifaria là một loài thực vật có hoa trong họ Long đởm. Loài này được Blume mô tả khoa học đầu tiên năm 1826.